# 4-й Вирджинский пехотный полк
4-й Вирджинский пехотный полк (англ. The 4th Virginia Volunteer Infantry Regiment) — пехотный полк, набранный в западных округах штата Вирджиния для армии Конфедерации во время Гражданской войны в США. Он сражался почти исключительно в составе Северовирджинской армии, как один из полков «Бригады каменной стены». Он прошёл все сражения войны на востоке от сражения при Хукс-Ран до капитуляции при Аппоматтоксе.

## Формирование
4-й Вирджинский был сформирован в Винчестере, Вирджиния, в июле 1861 года. Его роты набирались в округах Уит, Монтгомери, Пуласки, Смит, Грейсон и Рокбридж. Первым командиром полка стал полковник Джеймс Престон, подполковником — Льюис Мур.
На момент формирования полк имел следующий ротный состав:
- A. «Wythe Grays» (округ Уит) — кап. Уильям Терри[англ.]
- B. «Fort Lewis Volunteers» (округ Монтгомери) — кап. Эдмундсон
- C. «Pulaski Guards» (округ Пуласки) — кап. Джеймс Уокер
- D. «Smyth Blues» (округ Смит) — кап. Альберт Пендлтон
- E. «Montgomery Highlanders» (округ Монтгомери) — кап. Рональд
- F. «Grayson Dare Devils» (округ Грейсон) — кап. Пейтон Нейл
- J. «Montgomery Fencibles» (округ Монтгомери) — кап. Терри
- H. «Rockbridge Grays» (округ Рокбридж) — кап. Джеймс Апдайк
- I. «Liberty Hall Volunteers» (округ Рокбридж) — кап. Уайт
- J. «Rockbridge Rifles» (округ Рокбридж) — кап. Летчер[1]

## Боевой путь
1 июня 1861 года полк был официально назван «4-й Вирджинский» и включен в бригаду полковника Томаса Джексона. 8 июня он был принят на службу в армию Конфедерации. 15 июня полк покинул Харперс-Ферри вместе со всей бригадой и отступил к Банкер-Хилл. 2 июля бригада Джексона участвовала в сражении при Хукс-Ран, но задействован был в основном 5-й Вирджинский пехотный полк, а 4-й стоял в резерве. После сражения полк вернулся в Винчестер, а 18 июля был отправлен на восток к Манассасу. 19 июля он прибыл на Пьедмонт-Стейшен, был погружен на поезд и в тот же день прибыл в расположение армии Борегара у Манассаса.
21 июля полк сражался в первом сражении при Булл-Ран, обороняя холм Генри. Полк потерял 31 человека убитыми и 100 ранеными. Были ранены полковник Престон и подполковник Мур — оба были вынуждены оставить службу.
Полк простоял некоторое время в Северной Вирджинии, а 8 ноября был отправлен по железной дороге в долину Шенандоа. 9 ноября полк прибыл в Страсберг, откуда на следующий день ушёл в Винчестер. Там полк разместили к северо-западу от города в лагере Кэмп-Стивенсон. 14 ноября Ричард Гарнетт принял командование бригадой.
В начале 1862 года полк участвовал в неудачной экспедиции Джексона в Ромни. В те же дни его формальный командир, полковник Престон, умер от последствий ранения при Булл-Ран.
23 марта 1862 года Джексон атаковал армию Бэнкса у Кернстауна. В сражении при Кернстауне полк потерял 5 человек убитыми, 23 ранеными и 48 пропавшими без вести из первоначального числа в 203 человека. После сражения Джексон отвел свой отряд к Ньютону.
Полк прошёл почти все сражения Северовирджинской армии от Семидневной битвы до Колд-Харбора, а также в кампании в долине Шенандоа 1864 года.
Почти весь 1862 год полком командовал подполковник Роберт Гарднер. Он был ранен в сражении при Фредериксберге и командование перешло к майору Уильяму Терри, который командовал полком весь 1863 год. После сражения при Спотсильвейни Терри стал командиром бригады, в которую свели остатки трёх прежних бригад.
Полк насчитывал 317 человек в сражении при Порт-Репаблик, потерял 7 убитыми и 25 ранеными при Малверн-Хилл, 19 убитыми и 78 ранеными при Втором Булл-Ран. В сражении при Чанселорсвилле полк насчитывал 355 человек, из которых потерял 48 %. В сражении при Геттисберге полк насчитывал 255 человек, из которых было потеряно 50 %. На момент капитуляции в полку оставалось 7 офицеров и 17 рядовых.